# Nagy ökörszemlepke
A nagy ökörszemlepke (Maniola jurtina) a rovarok (Insecta) osztályának lepkék (Lepidoptera) rendjébe, ezen belül a tarkalepkefélék (Nymphalidae) családjába tartozó faj.

## Előfordulása
A nagy ökörszemlepke Európában mindenütt gyakori, elterjedési területe déli irányban Észak-Afrikáig, északi irányban Skandinávia déli részéig, keleti irányban az Urál-hegységig, illetve Iránig nyúlik.

## Megjelenése
A szárnyfesztávolság a nősténynél eléri az 50 millimétert, a hímnél körülbelül 44 milliméter. Két pár szárnya van. Amikor összezárja a szárnyát, csak a jóval szerényebb színezetű szárnyfonák látható, ami a növényszárak között jól álcázza a lepkét. A nőstény sokkal színesebb, mint a hím. Elülső szárnypárján narancssárgás mezőben egy-egy nagy szemfolt ékeskedik. Három pár lába van, ebből egy pár csökevényes. A hernyó szájszerve rágó, az imágóé pödörnyelv.

## Életmódja
A nagy ökörszemlepke nyáron repül, egyaránt napsütéses és borús időben is. A lepke folyékony szervesanyagokkal táplálkozik. A hernyó tápláléka különféle fűfélék. Gyakran atkák élősködnek a rovarokon.

## Szaporodása
A szaporodási időszak tavasszal és nyáron van. A hernyóállapot 8-9 hónapig, a bábállapot 1 hónapig tart. A báb a talaj közelében függeszkedik a tápnövényen. Elterjedésének melegebb éghajlatú részein évente két nemzedék is megjelenhet.

## Képek

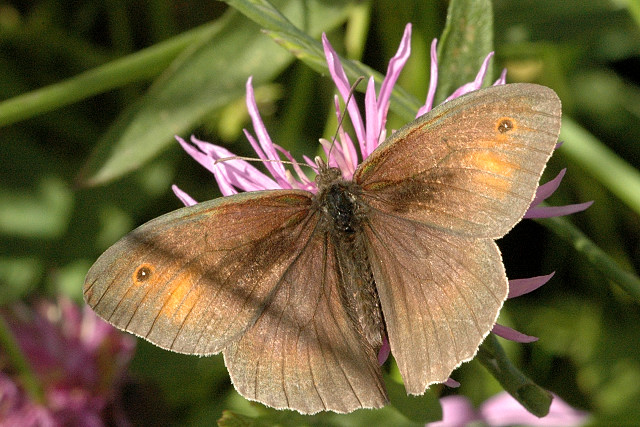
A hím
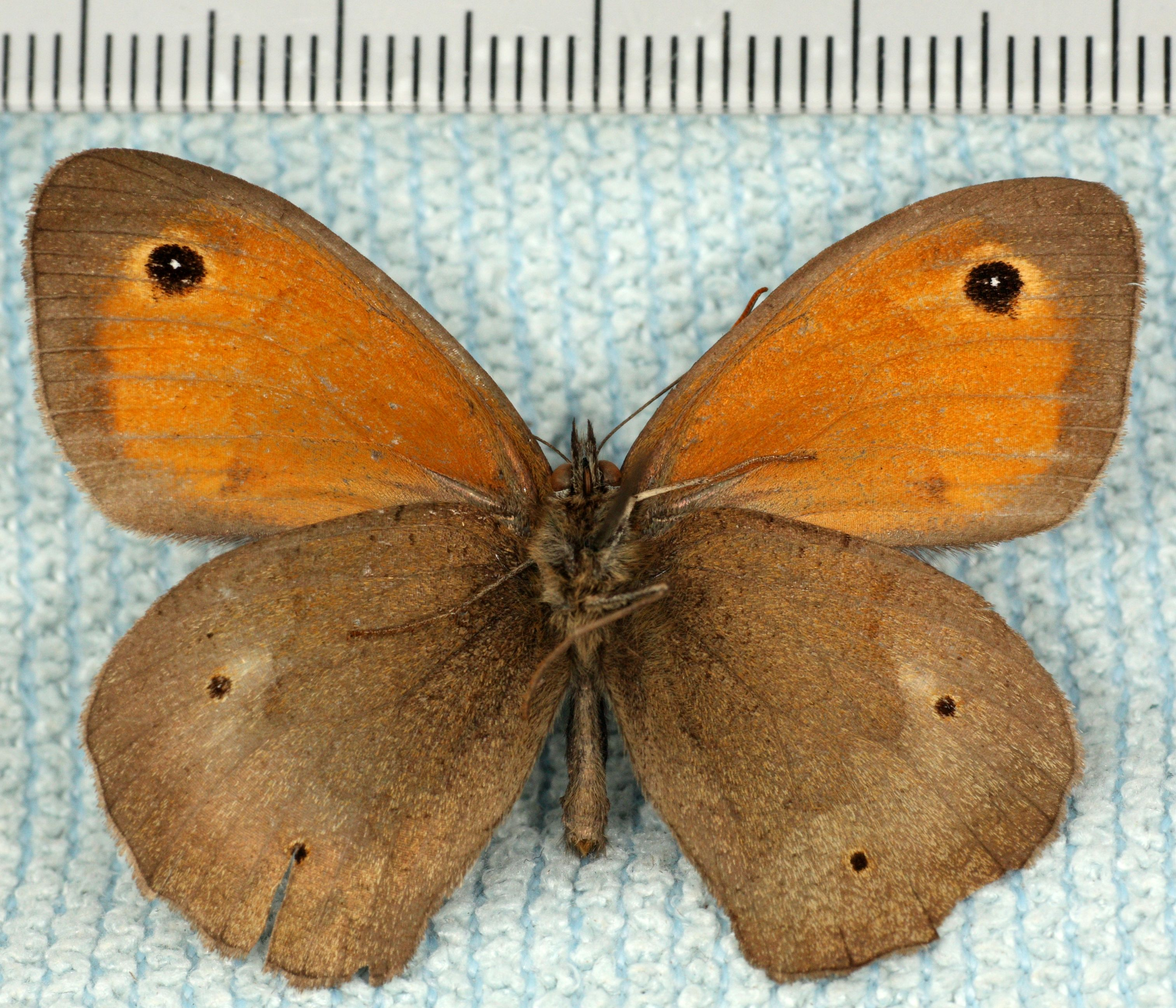
△ ♂
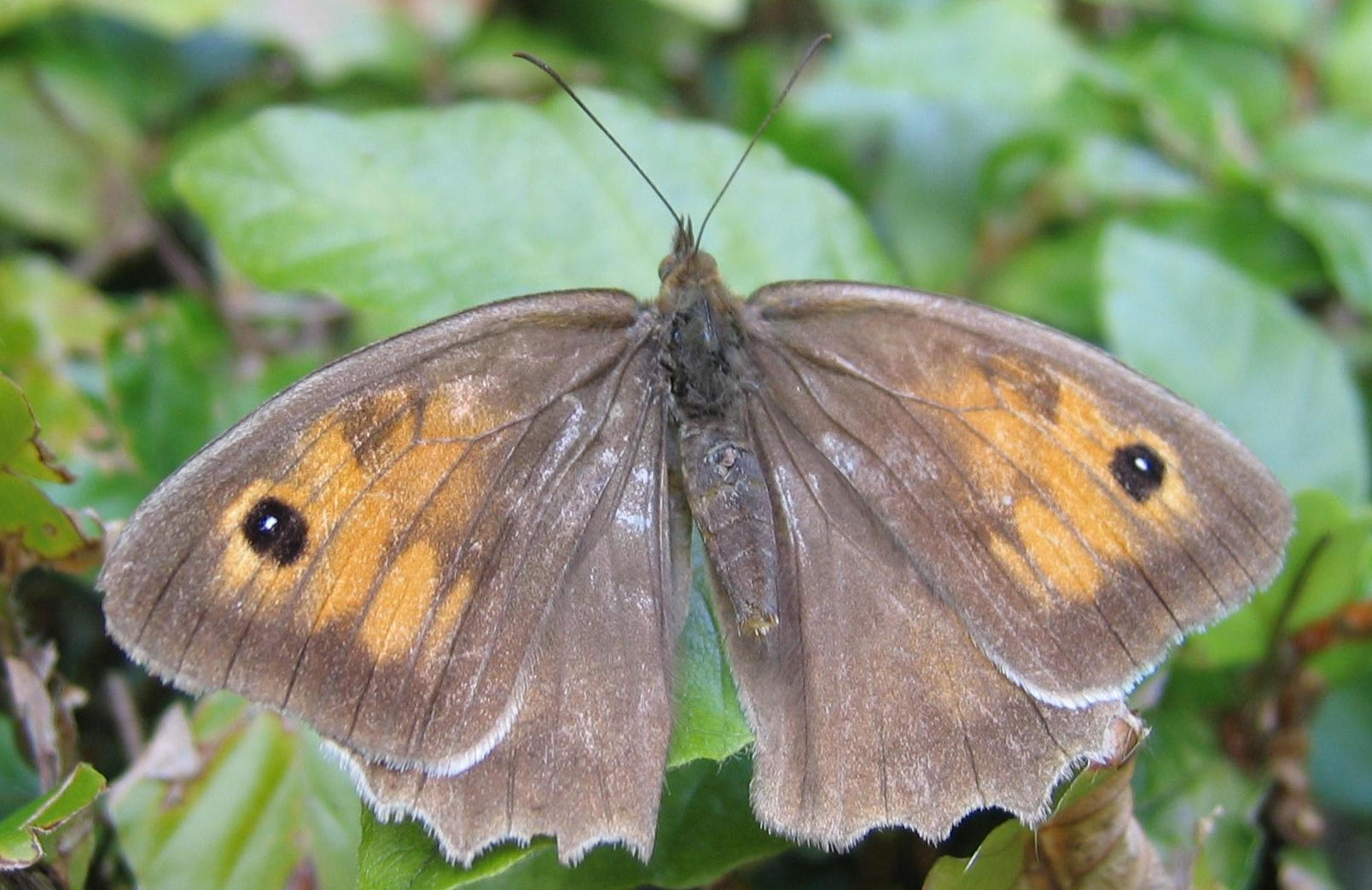
és a nőstény
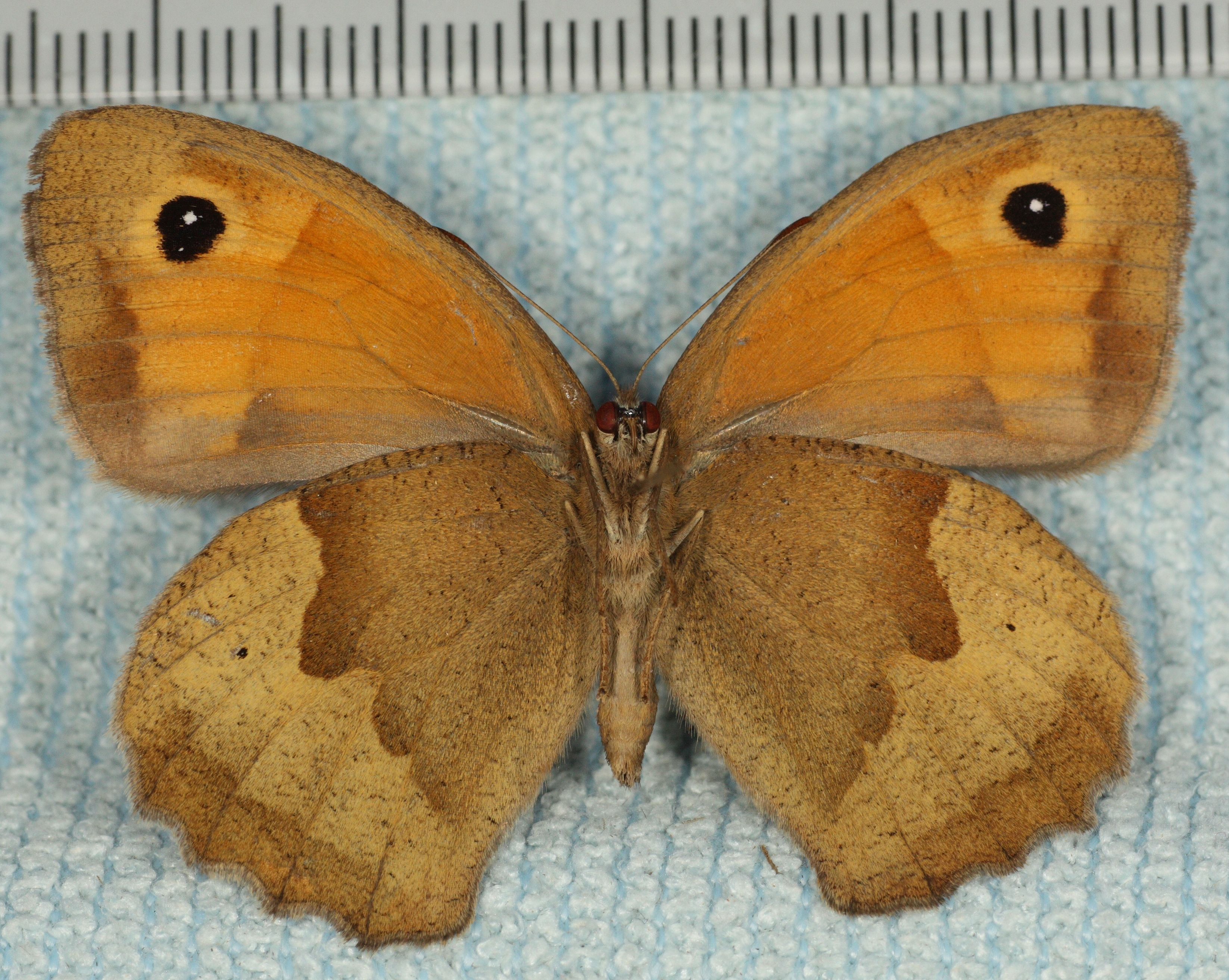
△ ♀